# Gossypium anomalum
Gossypium anomalum är en malvaväxtart. Gossypium anomalum ingår i släktet bomull, och familjen malvaväxter.

## Underarter
Arten delas in i följande underarter:
- G. a. anomalum
- G. a. senarense